# Codex Guelferbytanus B

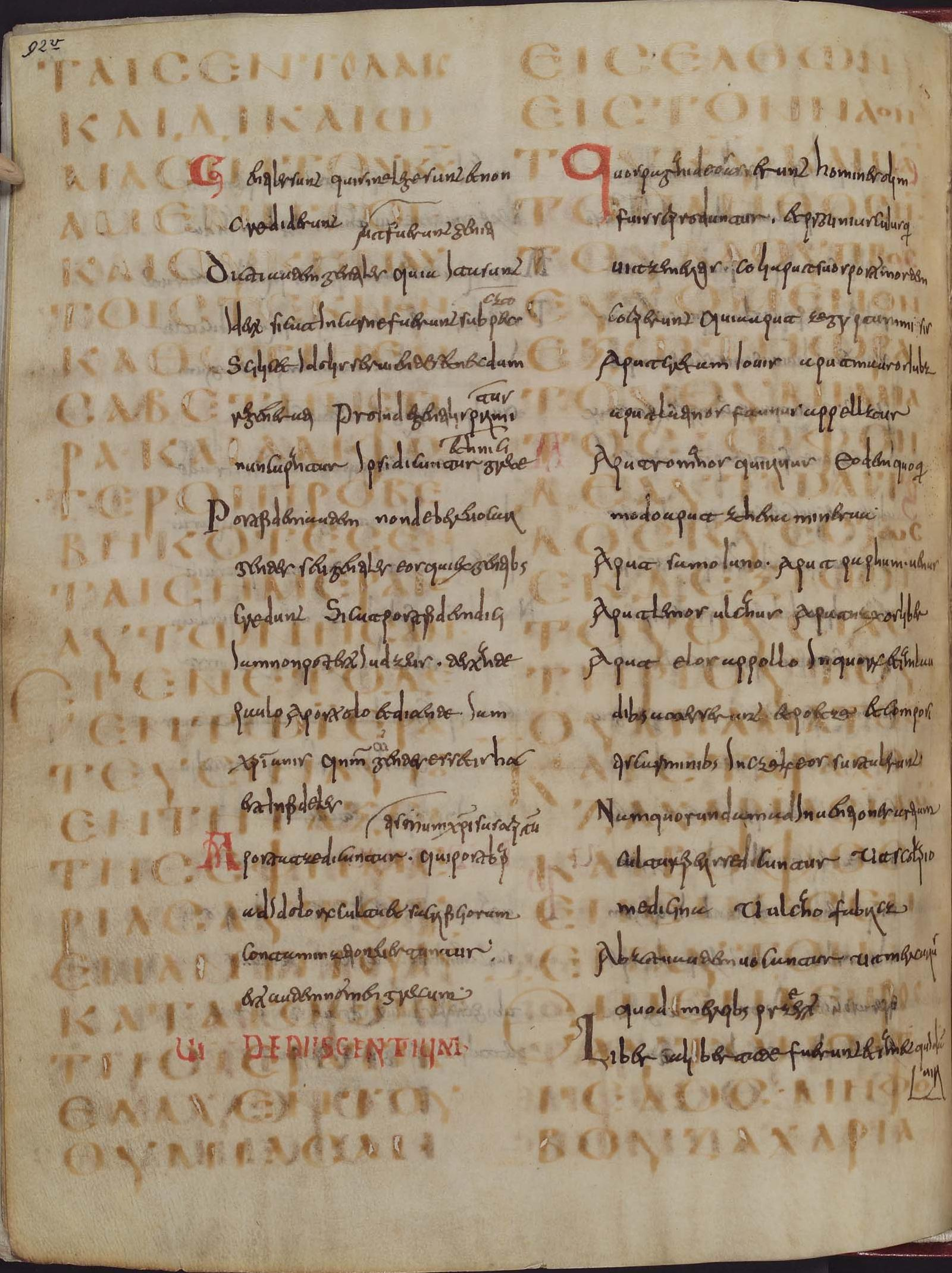
Evangelio de Lucas 1,6-13

El Codex Guelferbytanus B (Wolfenbüttel, Herzog August Bibliothek (Weissenburg 64); Gregory-Aland no. Q o 026; ε 4 (von Soden)) es un manuscrito uncial del siglo V. El códice contiene los cuatro Evangelios.

## Descriptión
El códice consiste de un total de 13 folios de 26,5 x 21,5 cm. El texto está escrito en dos columnas por página, con entre 28 líneas por columna.
Contenuedo
Evangelio de Lucas 4,34-5,4, 6,10-26, 12,6-43, 15,14-31, 17,34-18,15, 18,34-19,11, 19,47-20,17, 20,34-21,8, 22,27-46, 23,30-49;
Evangelio de Juan12,3-20, 14,3-22.
El texto griego de este códice es una representación del tipo textual bizantino. Kurt Aland lo ubicó en la Categoría V.
John 12:5 πτωχοις ] τοις πτωχοις
John 12:6 ειπεν δε τουτο ουχ οτι ] omitted
John 12:6 εβασταζεν ] εβαωζεν
John 12:7 τηρηση ] τηρησεν
John 12:9 εγνω ουν ο οχλος πολυς ] εγνω ουν οχλος πολυς
John 12:12 ο ] omitted
John 12:13 — ] λεγοντες
John 12:16 αυτου οι μαθηται ] οι μαθηται αυτου
John 12:19 ειπαν ] ειπον
John 12:19 ο κοσμος ] ο κοσμος ολος